# Лямбда Овна
 Лямбда Овна (λ Овна, Lambda Arietis, λ Arietis, сокращ. Lambda Ari B, λ Ari) — оптически-двойная звезда в зодиакальном созвездии Овна.
Лямбда Овна имеет видимую звёздную величину +4,79m, и, согласно шкале Бортля, видна невооружённым глазом на пригородном/городском небе (англ. Suburban/urban transition). Причём первый компонент, который вносит основной в светимость звезды Лямбда Овна A,  имеет видимую звёздную величину +4,95, а второй, горазжа более слабый компонент, Лямбда Овна B,  имеет видимую звёздную величину +7,75, и, согласно шкале Бортля, видна невооружённым глазом только на идеально-тёмное небе (англ. Excellent dark-sky site). Поскольку жёлтая вторичная звезда имеет значение светимости  почти на три величины слабее, чем жёлто-белая первичная звезда, их сложно разрешить с помощью качественного бинокля увеличении 7×, но  легко разрешить при увеличении 10×. В настоящее время (2020 год) звёзды находятся на угловом расстоянии 94,67 ± 0,34 ".
Из измерений параллакса, полученных во время миссии Gaia, известно, что обе звезды удалены примерно на 130,78 св. лет (40,10 пк) — первая звезда и на 131,15 св. лет (40,21 пк) — вторая звезда — от Земли. Подобное расстояние до звёзд предполагает радиальное расстояние между звёздами порядка (но это неточно!) 0,37 св. лет (0,11 пк), а подобное расстояние практически не позволяет существовать гравитационной связи между звёздами.
Звезда наблюдается севернее 67° ю.ш то есть, видна практически на всей территории обитаемой Земли, за исключением приполярных областей Антарктиды. Лучшее время для наблюдения, то есть время года, когда звезда максимально поджимается над горизонтом — октябрь.
Лямбда Овна движется довольно медленно относительно Солнца: её радиальная гелиоцентрическая скорость равна −1 км/с, что составляет 10% скорости местных звёзд Галактического диска, а также это значит, что звезда приближается к Солнцу. Звезда приблизится к Солнцу на расстояние 124,69 св. лет через 1,004 млн. лет, когда она увеличит свою яркость на -0,37m до величины 4,42m (то есть звезда будет светить тогда примерно как Ню Ориона светят сейчас). По небосводу обе звезды движутся на юго-запад, проходя по небесной сфере со 0,0938 угловых секунд и 0,0939 угловых секунд в год, соответственно.
Средняя пространственная скорость Лямбда Овна имеет компоненты (U, V, W)=(20,4, 3,9, 0,4), что означает U=20,4 км/с (движется по направлению к галактическому центру), V=3,9 км/с (движется по направлению галактического вращения) и W=0,4 км/с (движется в направлении северного галактического полюса).

## Имя звезды
Лямбда Овна (латинизированный вариант лат. Lambda Arietis) является обозначением Байера, данным им звезде в 1603 году. Хотя звезда имеет обозначение λ (Лямбда — 11-я буква греческого алфавита), однако, сама звезда — 10-я по яркости в созвездии. 9 Овна (латинизированный вариант лат. 9 Arietis) является обозначением Флемстида.
Обозначения компонентов как Лямбда Овна AB, AC и AD вытекают из конвенции, используемой Вашингтонским каталогом визуально-двойных звёзд (WDS) для звёздных систем, и принятого Международным астрономическим союзом (МАС).

## Свойства компонента A
В связи с высокой светимостью звезды её радиус может быть измерен непосредственно, и первая такая попытка была сделана в 1922 году Э. Герцшпрунгом. Данные об этом измерении приведены в таблице:
| Имя звезды    | Год  | m    | Спектр | D (mas) | Rабс ({\displaystyle R_{\bigodot }}) | Комм.  |
| Лямбда Овна   | 1922 | 4,83 | A5     | 0,60    | 1,3                                  | [ 18 ] |
| Лямбда Овна A | 1975 | 4,78 | F0IV   | 0,41    | 1,2                                  | [ 19 ] |

Измерения радиуса сделанные во время миссии Gaia показывают, что он равен  2,77 ± 0,18 {\displaystyle R_{\bigodot }}, то есть изиерение 1922 года было наиболее адекватным, но занижало радиус звезды в 2 раза.
Масса звезды Лямбда Овна A напрямую не измерена, однако у звезды известна поверхностная гравитация, чьё значение  характерно для карликовой звезды/субгиганта —3,88 СГС или 75,9 м/с2, что составляет 28% от солнечного значения (274,0 м/с2). Зная радиус звезды можно вычислить массу, которая в этом случае будет равна 2,16 {\displaystyle M_{\bigodot }}. Таким образом можно сказать, что звезда родилась как карлик спектрального класса A2,7V. Тогда её радиус был порядка 1,75 {\displaystyle R_{\bigodot }}, а эффективной температуре около 8600 К. Светимость звезды тогда, вычисленная по закону Стефана-Больцмана, составляла 15 {\displaystyle L_{\bigodot }}, но затем в процессе эволюции звезда несколько увеличила свой радиус и остыла. Таким образом, звезда, по-видимому, собирается отказаться от своего водородного «горения» в ядре, если это ещё не произошло. Сейчас звезда излучает энергию со своей внешней атмосферы при эффективной температуре около 7012 К , что придаёт ей характерный жёлто-белый цвет. Её светимость сейчас равна 16,13 {\displaystyle L_{\bigodot }}, что также может указывать на завершение звездной эволюции и переходу к стадии субгиганта.
Лямбда Овна A имеет металличность практически солнечную и равную 0,01, то есть 102% от солнечного значения, что позволяет предположить, что звезда «пришла» из других областей Галактики, где было столько же металлов, и рождено в молекулярном облаке благодаря такому же плотному звёздному населению и такому же количеству сверхновых звёзд. Лямбда Овна A вращяется со скоростью в 53,5 раз больше солнечной и равной 107 км/с, что даёт период вращения звезды, по крайней мере, — 1,35 дней.
Возраст звезды Лямбда Овна A напрямую не определён, однако известно, что звёзды с массой 2,16 {\displaystyle M_{\bigodot }} живут на главной последовательности порядка 1,16 млрд. лет, а так как  Лямбда Овна A уже сошла/сходит с главной последовательности, то последняя цифра и будет возрастом зведы. Таким образом, уже скоро, через несколько десятков-сотен миллионов лет, звезда станет красным гигантом, а затем, сбросив внешние оболочки, станет белым карликом.

## Свойства компонента B
Лямбда Овна B — судя по её спектральному классу G1V, звезда является карликом спектрального класса G, что указывает на то, что водород в ядре звезды пока ещё служит ядерным «топливом», то есть звезда пока ещё находится на главной последовательности. Для подобных звезд характерна масса, которая равна 1,1 {\displaystyle M_{\bigodot }}.
Радиус звезды, который, как показывают измерения миссии Gaia, равен 1,13. Звезда излучает энергию со своей внешней атмосферы при эффективной температуре около 6108 К, что придаёт ей характерный жёлтый цвет. Светимость звезды составляет 1,6 {\displaystyle L_{\bigodot }}.
Также у звезды известна поверхностная гравитация, чьё значение  характерно для карликовой звезды —4,22 СГС или 166 м/с2, что составляет 61% от солнечного значения (274,0 м/с2). Лямбда Овна B имеет металличность практически солнечную и равную −0,03, то есть 93% от солнечного значения.
Звезда считалась переменной: во время наблюдений яркость звезды менялась на 0,1m, колеблясь между значениями 7,3m и 7,4m, без какой-либо периодичности. Однако сейчас стало понятной, что звезда не является переменой, поскольку дальнейшие наблюдения не подтвердили её изменчивость.

## История изучения кратности звезды
В 1803 году английский астроном У. Гершель, основываясь на записях от 1877 года записал в свой каталог-приложение DD  информацию о двойственности Лямбда Овна, то есть им был «открыт» компонент B и звёзды вошли в каталоги как H 5 12. Затем в  1892 году российский астроном В. Я. Струве открыл компоненты C и D и звёзды получили обозначения как STTA 21.
Согласно Вашингтонскому каталогу визуально-двойных звёзд, параметры этих компонентов приведены в таблице:
| Компонент | Год  | Количество измерений | Позиционный угол | Угловое расстояние | Видимая звёздная величина компонента I | Видимая звёздная величина компонента II |
| AB        | 1777 | 90                   | 48°              | 38.0″              | 4.80m                                  | 6.65m                                   |
| AB        | 1781 | 90                   | 46°              | 37.4″              | 4.80m                                  | 6.65m                                   |
| AB        | 1972 | 90                   | 47°              | 38.5″              | 4.80m                                  | 6.65m                                   |
| AB        | 2019 | 90                   | 48°              | 37.3″              | 4.80m                                  | 6.65m                                   |
| AC        | 1892 | 43                   | 74°              | 175.3″             | 4.80m                                  | 9.70m                                   |
| AC        | 1923 | 43                   | 75°              | 179.2″             | 4.80m                                  | 9.70m                                   |
| AC        | 2012 | 43                   | 76°              | 189.4″             | 4.80m                                  | 9.70m                                   |
| AD        | 1892 | 15                   | 84°              | 258.1″             | 4.80m                                  | 9.88m                                   |
| AD        | 1923 | 15                   | 84°              | 261.2″             | 4.80m                                  | 9.88m                                   |
| AD        | 2012 | 15                   | 85°              | 271.0″             | 4.80m                                  | 9.88m                                   |

Обобщая все сведения о звезде, можно сказать, что у звезды Лямбда Овна, присутствуют следующие компоненты:
- компонент B — звезда 7-й величины, находящаяся на угловом расстоянии 37,3 секунд дуги, что соответствует физическому расстоянию равному 68 645,72 ± 144 804,40 а. е.[c], их относительная скорость составляет 4,914 ± 1,621 км/с[d]. Вторая космическая скорость на расстоянии 1,085 ± 2,289 св. лет для звёздной системы с общей массой 3,26 {\displaystyle M_{\bigodot }} (2,16 {\displaystyle M_{\bigodot }}+1,10 {\displaystyle M_{\bigodot }}) должна составлять 0,3 ± 0,61 км/с[e]. Таким образом, согласно существующим данным две звезды претерпевают тесное сближение, но  гравитационно не связаны друг с другом. Однако, звёзды, с некоторой долей вероятности, могут быть гравитационно  связаны это: может произойти в результате обнаружения дополнительной близкой компоненты у обеих звёзд с большой массой и в случае новых уточнений параметров (в частности парметры Лямбда Овна вычислены с ошибками на порядок большими, чем ошибки Лямбда Овна B), которые будут указывать на более близкое расположение двух звёзд или на их меньшую относительную скорость. Звёзды, вероятно, родились совместно в одном молекулярном облаке, но теперь удаляются друг от друга по спирали;
- компонент AC, звезда 10-й величины, находящаяся на угловом расстоянии 189,4 секунд дуги, имеет каталожный номер GSC 01757-01058[30]. У звезды известен параллакс, и судя по нему, звезда находится на расстоянии ~1000 св. лет, являясь карликом спектрального класса K, а также фоновой звездой,  и соответственно, в систему Лямбда Овна она не входит;
- компонент AD, звезда 10-й величины, находящаяся на угловом расстоянии 271 секунд дуги, имеет каталожный номер BD+22 290[31]. У звезды известен параллакс, и судя по нему, звезда находится на расстоянии ~4000 св. лет, являясь фоновой звездой,  и соответственно, в систему Лямбда Овна она не входит.